# Maybelline Classic 1984
Il Maybelline Classic 1984 è stato un torneo di tennis giocato sul cemento. È stata la 5ª edizione del torneo, che fa parte del Virginia Slims World Championship Series 1984. Si è giocato a New Orleans negli USA, dal 17 al 24 settembre 1984.

## Campionesse

### Singolare
Martina Navrátilová ha battuto in finale  Michelle Casati con il punteggio di 6–1, 6–0

### Doppio
Martina Navrátilová /  Elizabeth Smylie hanno battuto in finale  Barbara Potter /  Sharon Walsh con il punteggio di 2–6 6–2, 6–3